# 16 Pułk Piechoty Obrony Krajowej
16 Pułk Piechoty Obrony Krajowej Kraków (LIR Krakau Nr. 16) – pułk piechoty cesarsko-królewskiej Obrony Krajowej.

## Historia pułku
W 1889 roku w Krakowie został sformowany Galicyjski Pułk Piechoty Obrony Krajowej Nr 16.
W latach 1903–1914 komenda i trzy bataliony stacjonowały w Krakowie.
Okręg uzupełnień Obrony Krajowej Kraków na terytorium 1 Korpusu.
Kolory pułkowe: trawiasty (grasgrün), guziki srebrne z numerem pułku „16”.
W sierpniu 1914 roku pułk wchodził w skład 91 Brygady Piechoty Obrony Krajowej należącej do 46 Dywizji Piechoty Obrony Krajowej.
W lipcu 1914 roku 82% żołnierzy pułku stanowili Polacy.
W czasie I wojny światowej pułk walczył z Rosjanami w 1915 roku w Galicji w okolicach Dąbrowy Tarnowskiej. Największe straty jednostka poniosła w bitwie pod Gorlicami. Żołnierze pułku są pochowani m.in. na cmentarzach wojennych nr: 250 w Gręboszowie, 251 w Ujściu Jezuockim, 255 w Wietrzychowicach oraz 263 w Zaborowie.
11 kwietnia 1917 roku jednostka została przemianowana na Pułk Strzelców Nr 16 (niem. Schützenregiment Nr. 16).

## Żołnierze pułku
Komendanci pułku
- ppłk / płk Seweryn Ritter von Jelita Żelawski (1 V 1889 – 1891 → komendant 8 Pułku Piechoty OK)
- płk Eduard von Steinitz (1891 – 1894 → komendant 8 Brygady Piechoty)
- ppłk / płk Ludwig von Bastl (1894 – 1 XII 1897 → stan spoczynku, 22 III 1908 mianowany tytularnym generałem majorem[3])
- płk Franciszek Michniowski (1897 – 1899 → komendant 36 Pułku Piechoty OK)
- ppłk / płk Ferdinand Leminger von Chodenburg (1899 – 1902 → stan spoczynku, 17 V 1908 mianowany tytularnym generałem majorem[4])
- ppłk / płk Franz von Georgi (1902 – 1908 → komendant 57 Brygady Piechoty)
- płk Karol von Schwarz (1908 – 1 VIII 1911 → stan spoczynku, 13 VII 1913 mianowany tytularnym generałem majorem[5])
- płk Heinrich von Dürfeld (1911 – 1915 → komendant 65 Brygady Piechoty)
- ppłk Myron Tarnawskyj (1918)

Oficerowie
- ppłk Jan Słupski
- kpt. Alois Riess de Riesenhorst
- por. Gwido Langer
- por. rez. Adam Moskała
- ppor. rez. Antoni Borzemski
- ppor. rez. Andrzej Cichowski
- ppor. rez. Marian Dienstl
- ppor. rez. Teofil Mazur
- ppor. rez. Paweł Biedka
- ppor. rez. Bronisław Laskownicki
- ppor. rez. Marcelin Ślósarczyk
- ppor. rez. Tadeusz Michał Zakrzewski
- chor. rez. Stanisław Janik
- kadet / aspirant oficerski Kazimierz Biernat
- lekarz dr Seweryn Mściwujewski (do I 1912)[6]
- asyst. medykam. Marian Kawski
- z-ca asyst. lek. Tadeusz Kolasiński

Podoficerowie i szeregowcy
- Albin Habina
- Czesław Jamka
- Adolf Liebeskind
- Stanisław Malik
- Jan Nałęcz-Koniuszewski
- Józef Papeć